# 卢埃 (朗德省)
卢埃（法語：Louer）是法国朗德省的一个市镇，属于达克斯区（Dax）沙洛斯地区蒙特福尔县（Montfort-en-Chalosse）。该市镇总面积2.85平方公里，2009年时的人口为252人。

## 人口
卢埃人口变化图示